# Rebell ohne Gnade
Rebell ohne Gnade (Originaltitel: Capitan Fuoco) ist ein italienischer Abenteuerfilm aus dem Jahre 1958 des Regieveteranen Carlo Campogalliani mit Lex Barker in der Hauptrolle. An seiner Seite spielen Rossana Rory und Massimo Serato als Barkers Gegenspieler weitere Hauptrollen.

## Handlung
Italien im 13. Jahrhundert: Inmitten der Berge des Apennin liegen die Lehensgüter von Roccalta und Serra, die von zwei grundverschiedenen Männern geführt werden. Auf Roccalta regiert der alte, weise Graf Gualtiero, während die Bewohner von Serras Untertanen unter dem despotischen Baron Oddo leiden. Sobald die geschundene Bevölkerung dort aufmuckt, entsendet Oddo seine Schergen, um die gebeutelten Bewohner seines Beritts mit aller Gewalt zur Räson zu bringen. Wäre da nicht der Robin Hood jener Gegend, der vogelfreie Capitan Fuoco, der sich mit einigen Gleichgesinnten in den Bergen, genauer: in den Wäldern des Schutzpatrons Graf Roccalta, versteckt hält, um mit Pfeil und Bogen wie sein Vorbild in den Wäldern von Sherwood Forest nadelstichartig Aktionen gegen den Baron zu unternehmen und als Rächer der Geknechteten aufzutreten. Eines Tages jagt und erlegt der gehetzte Hauptmann eine gräfliche Wildsau und fängt sich dabei reichlich Ärger mit den Männer Roccaltas, die ihn auszupeitschen beginnen, ein. Als Graf Gualtiero hinzukommt, befiehlt er in Anwesenheit seiner liebreizenden Tochter Elena, sofort von Pietro abzulassen. Da der Graf von Pietros Bedeutung bei den Unterdrückten weiß, bietet er diesem an, in seine Dienste zu treten. Capitan Fuoco lehnt jedoch ab, er will sich seine Unabhängigkeit bewahren.
Baron Oddos Machtgier ist derart groß, dass er einen finsteren Plan verfolgt, um nach dem Tode des Grafen Gualtiero auch Herr über Roccalta zu werden. Er will unbedingt die schöne Elena heiraten, um so auch an das anderen Lehen zu kommen. Da sich Elena aber als ziemlich widerstrebend erweist (da sie längst ihr Herz an Pietro verloren hat) und der alte Graf nicht gedenkt, freiwillig abzutreten, lässt Oddo ihn kurzerhand ermorden und schiebt die Bluttat dem „Rebell ohne Gnade“, wie der Filmtitel verheißt, in die Schuhe. Da mit dem Tod des Grafen nun der Schutzpatron für die Verfolgten wegfällt, sind Pietro und seine Freiheitskämpfer ganz auf sich gestellt. Gnadenlos stellen die Häscher Oddos ihnen nach. Hilfe erhalten die Gehetzten lediglich durch einen alten Eremiten, der sie zu einer schwer zugänglichen Höhle führt, wo man zumindest vorübergehend sicher ist. Die schöne Anna, die fest an der Seite Pietros steht, büßt ihren Einsatz mit dem Leben. Derweil wendet sich Elena von Pietro ab, glaubt sie doch Oddos Lügen, dass der Hauptmann den Tod ihres Vaters zu verantworten hat. Nun wird es Zeit für Pietro, zum Gegenangriff überzugehen und nicht nur Elena gegenüber seine Unschuld zu beweisen. Mit Mut und der Hilfe seiner tapferen Mannen geht Capitan Fuoco gegen Baron Oddo und seine Schergen vor und macht dem brutalen Unterdrücker schließlich ein verdientes Ende.

## Produktionsnotizen
Rebell ohne Gnade entstand Mitte 1958 und wurde am 22. Dezember 1958 uraufgeführt. Die deutsche Premiere war am 6. November 1959. Da die letzte Rolle verloren ging, wurde sie in den 80er Jahren (wahrscheinlich für eine VHS-Veröffentlichung) in Hamburg neu synchronisiert. Ein Alternativtitel des Films ist Robin Hood, der Rebell.

## Synchronisation
| Rolle               | Darsteller          | Synchronsprecher                          |
| ------------------- | ------------------- | ----------------------------------------- |
| Pietro              | Lex Barker          | Peter Pasetti (Reent Reins)               |
| Elena di Roccalta   | Rossana Rory        | Eleonore Noelle                           |
| Baron Oddo di Serra | Massimo Serato      | Friedrich Schoenfelder (Wolfgang Draeger) |
| Graf di Ricotta     | Herbert A. E. Böhme | Ernst Konstantin                          |
| Rusca               | Paul Müller         | Christian Marschall                       |
| Teresa              | Carla Calò          | Edith Schneider                           |
| Civetta             | Dante Maggio        | Horst Sommer                              |
| Lupo                | Piero Lulli         | K. E. Ludwig                              |
| Hauptmann Manfredo  | Livio Lorenzon      | Klaus W. Krause                           |

## Kritiken
Lexbarker.net kommt zu folgender Beurteilung: “Der Streifen ist sicherlich nicht der schlechteste, der sich zu jener Zeit in Lex‘ Filmographie reihte. Trotzdem sträuben sich dem Zuschauer szenenweise die Haare ob des miserablen Schnitts, einiger blasser Darsteller und vor allem der wiederkehrenden, unnötigen Brutalität. (…) Handwerklich überzeugt die Arbeit von Carlo Campogalliani und seinem Team leider fast nie. Belanglose Schlacht-Getümmel, schwache Kamera- und Szenenfolgen hinterlassen einen unbefriedigenden Eindruck. Im Gegensatz dazu stehen gefällige Waldaufnahmen und packende schauspierische Leistungen von Anna Maria Ferrero, Standard-Schurke Livio Lorenzon und Massimo Serato. (…) Der Film erzeugt mehr Dramatik als viele andere während Lex’ Italien-Phase.”
Im Lexikon des Internationalen Films heißt es: „Italienische Robin-Hood-Variante, zwar großzügig in der Ausstattung, aber mit papiernen Dialogen und hölzerner Darstellung.“